# Karl Roth (Architekt)
Karl Roth (* 17. August 1875 in Mannheim; † 9. Februar 1932 in Darmstadt; vollständiger Name: Wilhelm Karl Heinrich Roth) war ein deutscher Architekt und Hochschullehrer.

## Leben
Karl Roth studierte Architektur an der Technischen Hochschule Karlsruhe und an der Technischen Hochschule München. Nach ersten praktischen Erfahrungen bei verschiedenen Stadtbauämtern arbeitete er als Assistent an der Technischen Hochschule Darmstadt. Aufgrund von Erfolgen in Architekturwettbewerben baute er die neuen Rathäuser in Kassel (1905–1909), Dresden (1905–1910) und Barmen (1912–1923). 1911/1912 war Roth der Zweit-, später der Erstplatzierte auf der Berufungsliste für die Nachfolge der Professur von Julius Raschdorff an der Technischen Hochschule (Berlin-)Charlottenburg, er trat diese Professur allerdings nicht an. Ob er als Soldat am Ersten Weltkrieg teilnahm, ist ungeklärt.
1919 wurde Karl Roth Stadtbaurat in seiner Vaterstadt Mannheim. Dieses Amt gab er jedoch schon kurze Zeit später auf, als er 1920 als fünfter Lehrstuhlinhaber an die Technische Hochschule Darmstadt berufen wurde. Da der Ordinarius für Städtebau, Friedrich Pützer, nach einem schweren Rektorat 1918/1919 in der Übergangszeit von der Monarchie zur Republik aufgrund unheilbarer Krankheit dauerhaft ausfiel und 1922 starb, folgte Roth ihm als „Professor für Baukunst und Städtebau“ nach. Er war auch zeitweise als Dekan, Rektor und Hochschul-Baureferent tätig. Neben seiner Lehrtätigkeit wurde er häufig als Gutachter zu Bauprojekten oder als Jurymitglied zu Architekturwettbewerben hinzugezogen, beteiligte sich aber auch gelegentlich als Entwurfsverfasser an Wettbewerben. Er war Mitglied im Mittelrheinischen Architekten- und Ingenieurverein. Karl Roth lehrte bis zu seinem Tod im Jahr 1932 an der Technischen Hochschule Darmstadt; ihm folgte nach einer kurzen Lehrstuhl-Vertretung durch Karl Lieser der von der Technischen Hochschule Danzig nach Darmstadt berufene Karl Gruber.
Die Zahl der nach seinen Entwürfen ausgeführten Bauten ist vergleichsweise gering, jedoch handelt es sich bei den vier Rathäusern um umfangreiche Projekte, zum Teil mit mehrjährigen Planungsphasen. Für Darmstadt waren zwei von ihm verwirklichte Bauten von besonderer Bedeutung: die als Veranstaltungsraum und insbesondere als Mensa genutzte Otto-Berndt-Halle und das Hochschulschwimmstadion im Hochschulstadion.

## Bauten und Entwürfe
- 1901: Wettbewerbsentwurf für eine neue Neckarbrücke in Mannheim (angekauft)[1]
- 1902: Wettbewerbsentwurf eines Bankgebäudes für die Volksbank in Koblenz (nicht prämiert)[2]
- 1905–1909: Rathaus in Kassel
- 1908: Aschrottbrunnen in Kassel, vor dem Rathaus
- 1905–1910: Neues Rathaus in Dresden
- 1911: Wettbewerbsentwurf für eine neue Weserbrücke in Bremen (prämiert mit dem 2. Preis)[3]
- 1912–1923: Rathaus in (Wuppertal-)Barmen
- 1916: Wettbewerbsentwurf für die Bebauung des Garde-du-Corps-Platzes in Kassel-Oberneustadt (prämiert mit dem 1. Preis; nicht ausgeführt)[4]
- 1919–1921: „Siedlung An den Kasernen“ in Mannheim-Neckarstadt
- 1921: Wettbewerbsentwurf eines Verwaltungsgebäudes für das Landesdirektorium des Memelgebiets in Memel (nicht prämiert)[5]
- 1925–1926: Otto-Berndt-Halle (Turn- und Festhalle der Technischen Hochschule) in Darmstadt
- 1927: Wettbewerbsentwurf für den Erweiterungsbau der Reichskanzlei in Berlin (prämiert mit einem von mehreren 3. Preisen)[6]
- 1927–1928: Hochschulschwimmstadion in Darmstadt
- 1927–1931: Rathaus in Bochum
- 1929–1930: Kursaal in Bad Kreuznach

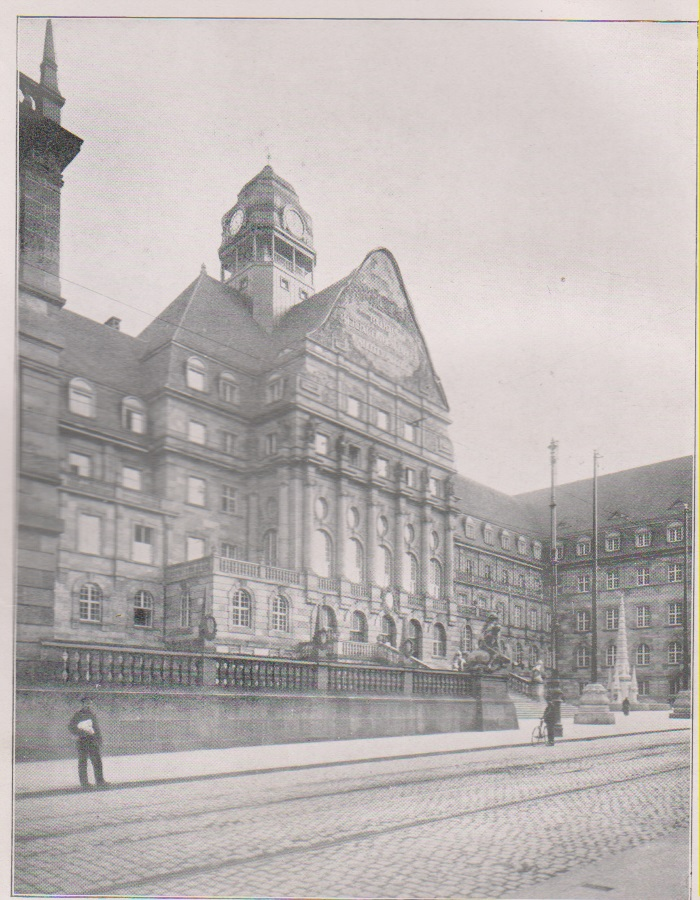
Rathaus Kassel
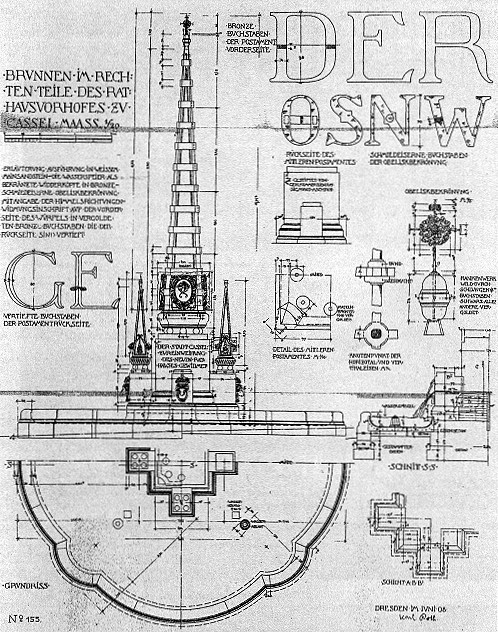
Entwurf für den Aschrottbrunnen in Kassel
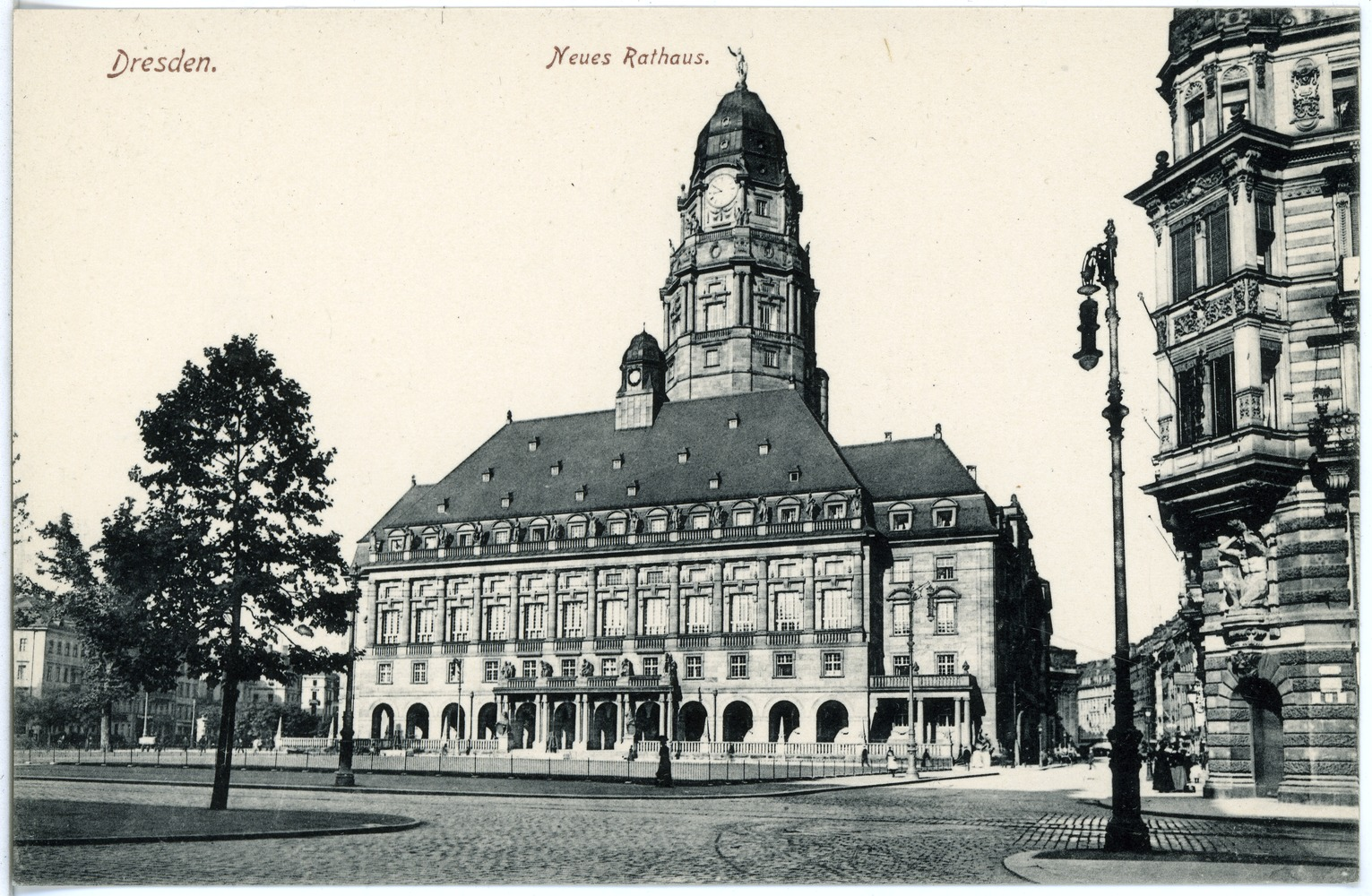
Neues Rathaus Dresden
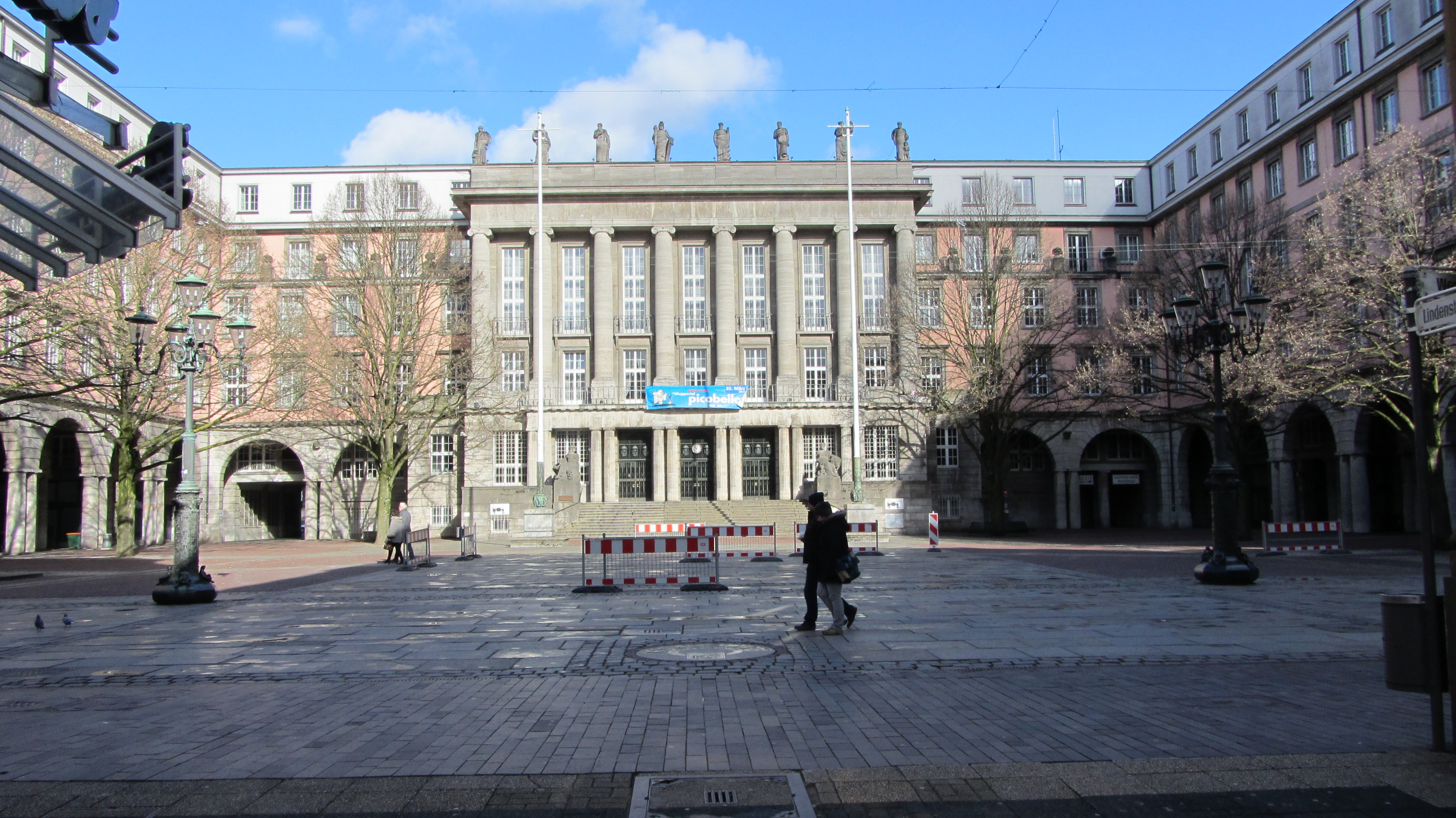
Rathaus (Wuppertal-)Barmen
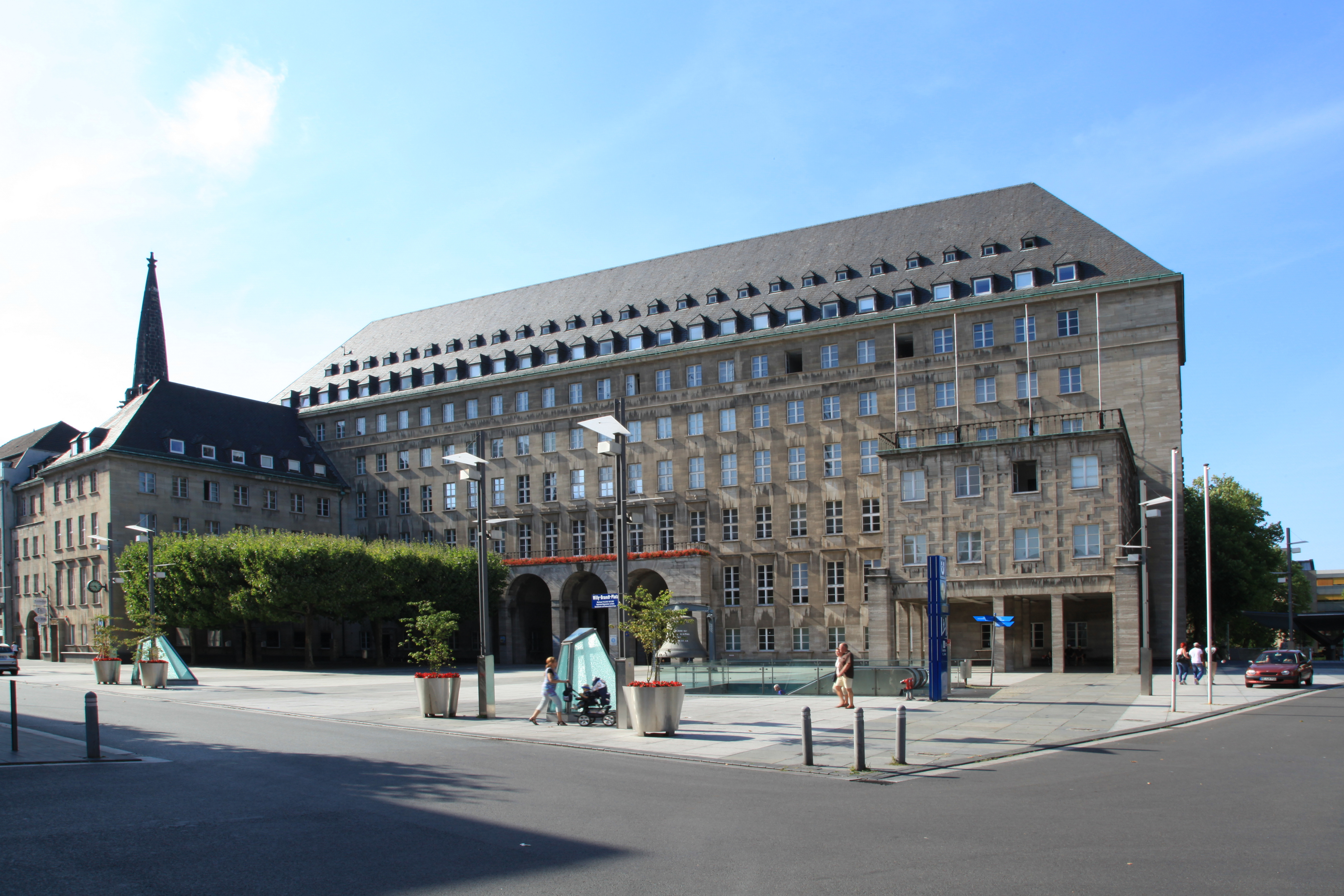
Rathaus Bochum

## Ehrungen
- 2020: An der Technischen Universität Darmstadt wurde der Platz zwischen der Otto-Berndt-Halle und dem gegenüberliegenden Gebäude nach Karl Roth benannt.[7][8]